# Eritrean Airlines
Eritrean Airlines est une compagnie aérienne appartenant au  gouvernement de l'Érythrée, créée en 1991, avant l'indépendance du pays en 1993.
La compagnie figure sur la liste des transporteurs aériens interdits dans l'Union européenne.

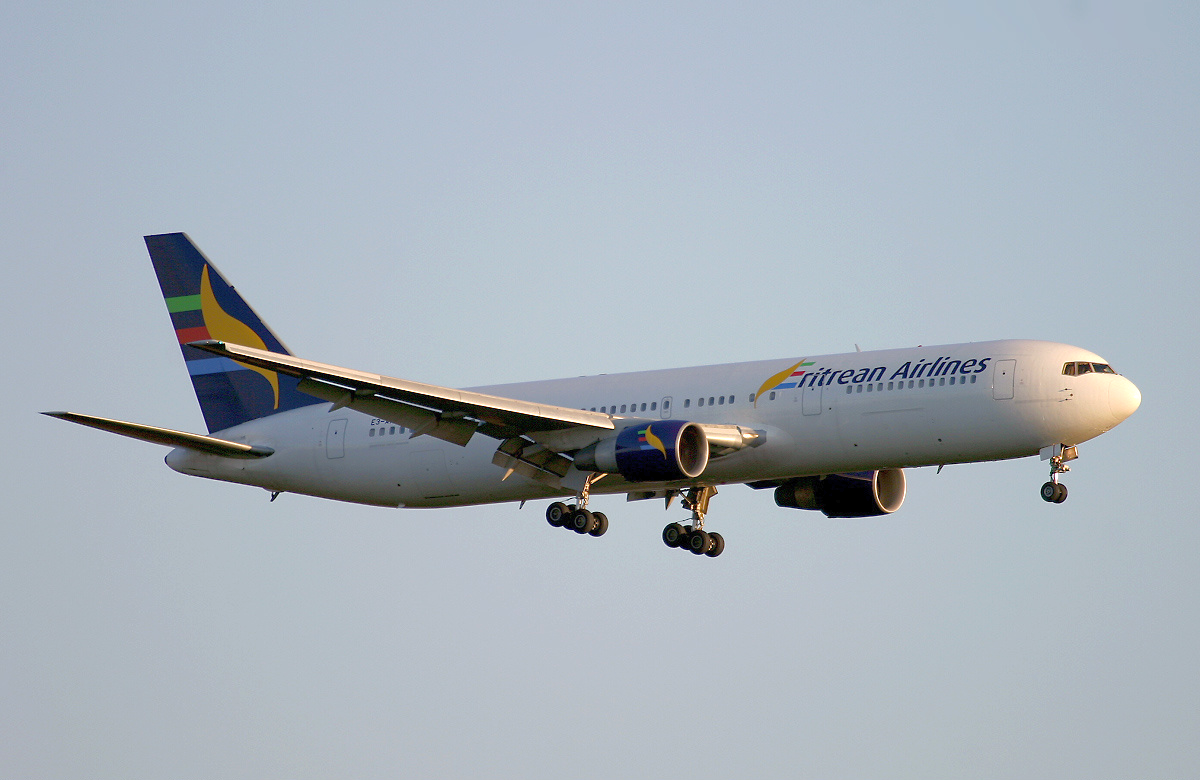
Boeing 767-300ER arborant l'ancienne livrée d'Eritrean Airlines.

Longtemps, elle n'était compagnie aérienne que de nom car elle effectuait uniquement des opérations au sol (service d'escale ou handling), sans concurrent dans les aéroports d'Asmara, Assab et Massawa, et des opérations commerciales pour les autres compagnies qui desservaient l'Érythrée.

L'expansion des activités de la société aux opérations aériennes a été décidée lors d'un atelier de travail tenu à Asmara en mai 2002. En avril 2003, Eritrean Airlines a réceptionné son premier avion, un 767-300ER (extended range) Queen Bee, loué en crédit-bail avec une option d'achat. La compagnie a ensuite utilisé un Airbus, un DC-9…

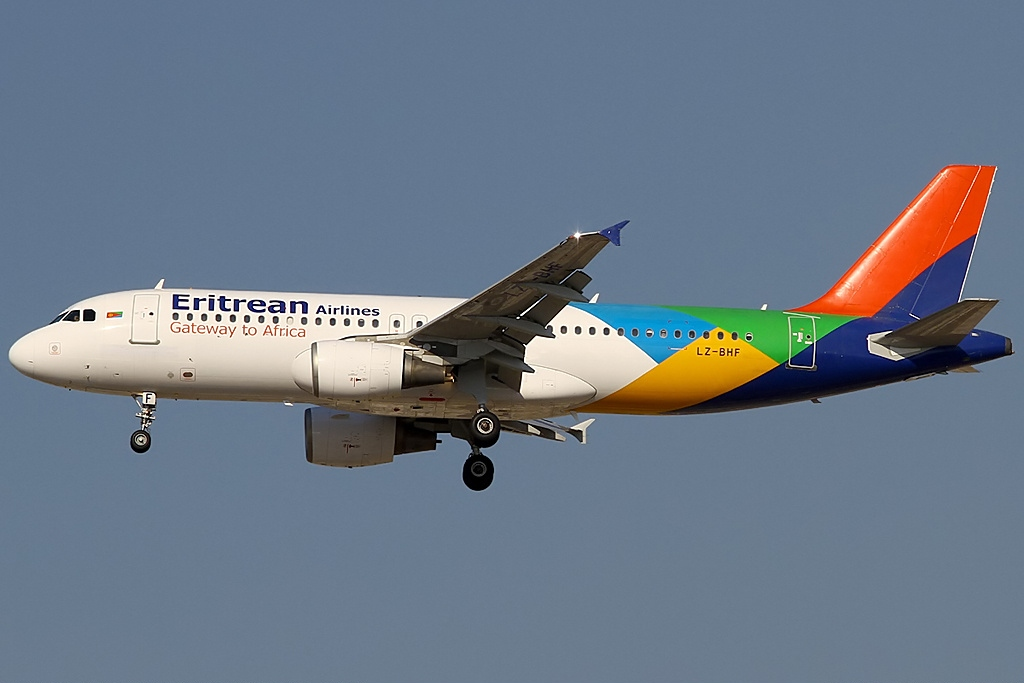
Airbus A320 avec la nouvelle livrée de la compagnie.

Eritrean Airlines assure des vols passagers et cargos depuis l'Érythrée à Asmara vers Amsterdam, Francfort, Rome, Milan, Nairobi, Karachi…. Eritrean Airlines a des accords de coopération avec SAS, KLM, Delta Air Lines et Kenya Airways.
En juillet 2018, Ethiopian Airlines était en pourparlers pour une participation de 20 % dans Eritrean Airlines. En janvier 2025, on ne sait pas si l'accord a été finalisé.